# Силва, Карлос Алберто
Карлос Алберто Силва (порт.-браз. Carlos Alberto Silva; 14 августа 1939, Бон-Жардин-ди-Минас, Бразилия — 20 января 2017, Белу-Оризонти, Бразилия) — бразильский футбольный тренер. Тренировал ряд известных бразильских и европейских клубов, а также сборную Бразилии.

## Карьера
Тренерскую карьеру начал в клубе «Гуарани» с которым стал чемпионом Бразилии. В дальнейшем тренировал ряд бразильских клубов, среди которых и такие известные клубы как «Сан-Паулу», «Крузейро», «Коринтианс», «Палмейрас» и «Сантос». Кроме бразильских клубов, тренировал в разные годы ряд европейских клубов, наиболее удачно работал с «Порту», с которым дважды становился чемпионом Португалии.
В период с 1987 по 1988 годы был главным тренером сборной Бразилии, под его руководством бразильцы завоевали серебро Олимпийских игр 1988 года, а кроме того участвовали в Кубке Америки 1987 года, но выступили там неудачно, не выйдя в плей-офф из группы.

## Достижения
- Чемпион Бразилии (1): 1978
- Чемпион штата Минас-Жерайс (1): 1981
- Чемпион штата Сан-Паулу (2): 1980, 1989
- Чемпион Японии (1): 1990
- Чемпион Португалии (2): 1991/92, 1992/93
- Обладатель Суперкубка Португалии (1): 1991
- Серебряный призёр Олимпийских игр (1): 1988